# 전자 정보 처리 시스템

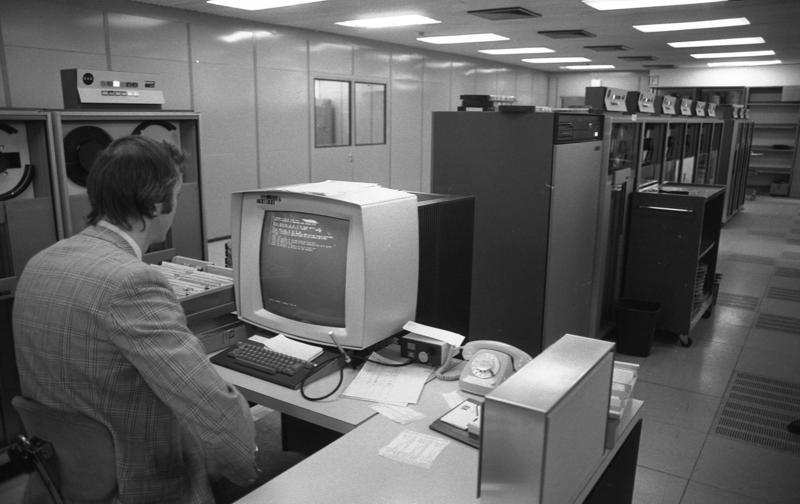

전자 정보 처리(電子情報處理) 시스템(EDPS, electronic data processing system)이란 디지털 컴퓨터와 그 부속품 등 전자장치를 이용하여 조직의 행정 및 경영기능을 보조하는 의미에서 자료를 처리하는 것을 말한다. 보다 일반적으로 단순화하면, 컴퓨터로 자료를 전달하고 취급·저장하는 것이다.

## 역사
기계적인 장치로부터 전자장치로의 변환은 1944년 미국 하버드대학에서 제작한 마크(Mark) I형 컴퓨터가 그 시초였으며, 그 후 이 분야에 눈부신 발전을 했다. EDP 즉 일반목적(general purpose)용 컴퓨터의 개념으로부터 생겨난 이 EDP는 컴퓨터가 자료(data)를 저장할 때 같은 메모리 속에 명령어(instruction)도 저장할 수 있고, 따라서 명령어를 자료와 같이 조정할 수 있기 때문에 가능한 것이다. 이것이 바로 컴퓨터로 하여금 몇 개의 단계를 거쳐 방대한 양의 자료를 처리할 수 있게 하는 것이다. 이것을 처음으로 기업에 이용하기 위해 설계된 시스템은 미국의 에커트(P. Eckert)와 모클리(J. Mauchly)가 1947년부터 1951년 사이에 제작한 에니악(ENIAC)이다.

## 경영에서의 EDPS의 위치
선진국에서는 모든 경영문제 절차가 전자자료처리시스템(EDPS)의 이용을 통해서 자동화되었다고 할 수 있다. 예를 들면 회계의 모든 분야, 오퍼레이션스 리서치에서의 해결점이 유도되는 과정 연구 및 개발에 필요한 공학적 및 과학적 계산, 제조관리 분야에서의 자료처리 및 사무관리의 기계화는 바로 이것의 응용인 것이다. 특히 EDPS는 MIS의 기본을 형성하고 있다. 대부분의 의사결정은 자료처리센터로부터의 정보에 의하여 행해지며, 이 자료처리는 전체시스템의 모든 분야를 총망라한 분야로 볼 수 있기 때문에 이것 자체에 대한 정보는 회사의 최고경영층에 도달하게 된다.

## EDPS의 장래성
최근 EDPS의 응용은 전문도서관의 기계화를 들 수 있다. 이는 정보의 탐색을 용이하게 하기 위한 것이며, 그외에 복잡한 의사결정 문제, 의학계에서의 자동진단 등이 미래의 EDPS의 응용분야가 되겠다. 가장 도전적인 연구는 창작할 수 있는 능력, 즉 사고(思考：thinking)와 가공(架空)의 지식인을 만드는 것이다.

## 같이 보기
- 컴퓨팅
- 데이터 처리